# Oxegen Festival

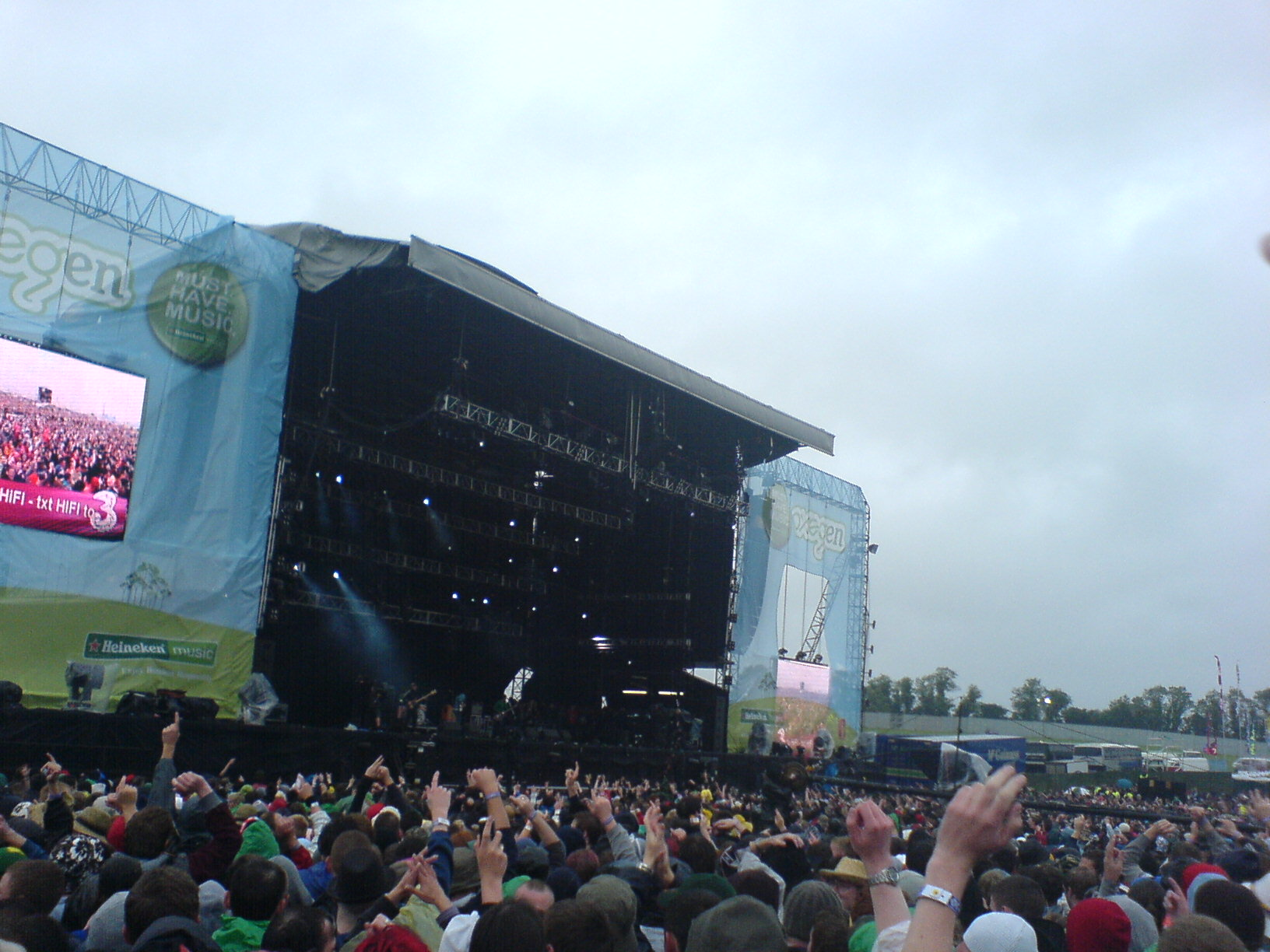
Palco principal no Oxegen em 2006

Oxegen é um festival patrocinado pela Heineken e acontece anualmente desde de 2004.
Em 2007, 2008, 2009, o festival foi citado como o maior festival Irlandês.
Primeiramente era chamado Witnness, que começou em 2000 e era patrocinado por Guinness. O evento é promovido pela MCD. Oxegen foi originalmente um festival de três dias mas em 2008 foi estendido para quatro dias. Acontece no Punchestown Racecourse no Condado de Kildare, Irlanda e tem um público de mais ou menos 90,000 por dia, com quase 80,000 desses acampando na área do festival, e o resto viajando para o local todo dia. Acontece no mesmo fim de semana que o T in the Park na Escócia e compartilha praticamente o mesmo acervo de artistas todo ano, apesar disso Oxegen é geralmente comentado como a versão irlandesa do Glastonbury Festival.